# Герб
Герб (через пол. herb, от нем. erbe — «наследство») — визуальный (то есть, существующий прежде всего в виде изображения) опознавательный знак (подвид эмблем), составленный и употребляемый по правилам геральдики, служащий для отличия одного владельца (личности, семьи, рода; населённого пункта, города, территории, государства, межгосударственного объединения; общественной, профессиональной, социальной или иной корпорации) от других.

## Прочие и специальные толкования
Главной отличительной чертой герба от эмблем и иных изобразительных опознавательных знаков является составление и использование его по правилам геральдики. Однако в ряде отраслей знания и практики в XIX—XX веках «гербами» стали называть опознавательные знаки, исходя не из особенностей их состава и применения, а из круга принадлежности (то есть «гербами» называют опознавательные знаки определённых владельцев, не принимая во внимание методы составления и использования данных знаков).
В российской археологии с середины XX века по настоящее время «гербами» называют опознавательные знаки князей и иных владельцев, вне зависимости от того, соответствуют ли эти знаки правилам геральдики.
В российской военной среде XIX — начала XX веков «гербами» назывались металлические опознавательные композиции (арматуры), размещавшиеся на парадных головных уборах (киверах, гренадерских шапках, касках) и амуниции военного форменного костюма, так как на них иногда был изображён герб Российской империи (или стилизованный орёл военного министерства).
В российской сфере образования конца XIX — начала XX веков «гербами» назывались металлические опознавательные знаки учебных заведений, размещаемые на головных уборах (фуражках, шапках) форменного костюма учащихся гимназий, реальных училищ, институтов, университетов и иных учреждений среднего и высшего образования (изредка «гербами» называли также изображения на пряжках форменных ремней учащихся).
В международной практике «гербами» с середины XX века называют опознавательные знаки государств (государственные гербы), вне зависимости от их соответствия правилам геральдики (хотя здесь имеются вариации в зависимости от национальной геральдической и лингвистической культуры той или иной страны, так, например, государственные символы Италии и Франции, ввиду их несоответствия правилам геральдики, официально именуются в этих странах не гербами, а «государственными эмблемами»; не отвечающий правилам геральдики символ Соединённых Штатов Америки официально именуется не гербом, а «большой государственной печатью США»).

## История и терминология
Гербы возникли в XII веке в Англии и Франции, в течение столетия распространившись на всём пространстве Западной и Центральной Европы. Толчком к развитию гербовой культуры послужили Крестовые походы, в ходе которых перед объединившимися в рядах крестоносцев рыцарями разных стран остро встали проблемы, во-первых, самоидентификации (заботившимся о личной чести рыцарям необходимо было обозначать себя средствами, понятными всему разноплемённому рыцарскому сообществу, запоминающимися, хорошо видимыми в походах и на поле битвы), во-вторых, боевой и походной организации (необходимость отличать своих от чужих и своё от чужого). Возникнув в военной среде, гербы уже к рубежу XII—XIII веков стали быстро восприниматься представителями других сословий (торговцами, ремесленниками, духовенством, крестьянами), что определялось общими условиями развития средневековой жизни, в условиях которой в XII—XIII веках происходил рост общественной значимости личности, личной собственности и личной принадлежности.
Продолжительное время гербы выполняли роль исключительно личных опознавательных знаков. К концу XIII века началось применение гербов общественными корпорациями (ремесленными цехами, купеческими объединениями, университетами, церковными институтами) и семьями (родовые, фамильные гербы), в XIV—XV веках — политическими образованиями: городами, территориями и, позднее всего, государствами и государственными институтами.
Гербы состоят из основных составляющих частей: щита, шлема, намёта (ткани, прикрывающей шлем, со сложным узором, обычно имеющей верхнюю сторону в цвет главной эмали герба, а подкладку — в цвет главного металла). Так же в гербах могут использоваться короны, нашлемники, щитодержатели (изображения людей, аллегорических фигур или зверей), мантии и девиз.
Распространение гербов связано с расцветом средств индивидуальной защиты, прежде всего с появлением щита и шлема, закрывающего лица воинов. Герб изображался яркими цветами на щите. Вместе с нашлемником выполнял важную идентификационную задачу (свой-чужой).
У аланов и тюркских народов родовые знаки существовали в виде тамги, которые присваивались каждой аристократической фамилии (например, у осетинской аристократии).
Гербы можно систематизировать по принадлежности, рангам, изображениям юридического состояния, стилям и так далее.

## Назначение, типы и практические особенности
Гербы, как и любые другие опознавательные знаки, выполняют функцию обозначения своих владельцев визуальными (то есть, воспринимаемыми посредством зрения) средствами: цветами и фигурами. Назначение гербов аналогично назначению названий (определять владельца, отличать его от других).
В доиндустриальную эпоху гербы выступали системой «свой-чужой». В условиях, когда никакая другая семиотика не была общепринятой, геральдическая традиция выполняла сигнальную функцию для передачи сообщений о специальных достоинствах человека как внутри отдельно взятых сословий, так и между сословиями. В настоящий момент в массовом сознании герб считается пережитком в том числе и потому, что появились упрощённые семиотические системы, созданные национальным государством: общедоступный национальный язык, национальная символика, национальные институты с определённым семиотическим выражением, единообразная служебная форма и знаки различия и тому подобное.

### Гербы по рангам
- Герб большой — со всеми элементами.
- Герб средний — только основные элементы.
- Герб малый — только щит или щит с короной.

- Герб Королевства Румыния
- Большой
- Средний
- Малый

### Родовые гербы
Родовые или фамильные гербы:
- Дворянские гербы.
- Мещанские гербы.
- Крестьянские гербы.
- Гражданские гербы.

- Герб княжеской фамилии
- Дворянский герб
- Современный герб английского баронета
- Современный герб кавалера ордена

### Прочие
В современной геральдике существуют также:
- Гербы государств и стран;
- Гербы территориальных и муниципальных субъектов и объединений: республик, областей, районов, городов, городских районов;
- Гербы военных субъектов: вооруженных сил, родов войск, воинских частей и подразделений;
- Гербы экономических и торговых субъектов: корпораций, заводов, компаний;
- Гербы гражданских и общественных субъектов: государственных структур, образовательных и муниципальных учреждений, гражданских обществ и объединений.

- Герб страны
- Герб города
- Герб образовательного учреждения
- Герб студенческой корпорации
- Герб общественной организации
- Герб рода войск